# Królówka (Petite-Pologne)
Pour les articles homonymes, voir Królówka.
Królówka est une localité polonaise de la gmina de Nowy Wiśnicz, située dans le powiat de Bochnia en voïvodie de Petite-Pologne.